# Dala (Angola)
Dala ist eine Kleinstadt in Angola.

## Geschichte
Am 16. August 1968 wurde Dala zur Kleinstadt (Vila) erhoben.

## Verwaltung
Dala ist Sitz eines gleichnamigen Landkreises (Município) in der Provinz Lunda Sul. Der Kreis hat etwa 30.000 Einwohner (Schätzung 2014) auf einer Fläche von 14.541 km².
Im Kreis Dala liegen folgende Gemeinden (Comunas):
- Cazage
- Dala
- Luma Cassai

## Bildung
Im Zuge der staatlichen Armutsbekämpfungsprogramme war Anfang 2011 die Errichtung zahlreicher Einrichtungen angekündigt worden, darunter eine weiterführende Schule, ein Schülerwohnheim für 100 Kinder, und ein Kindergarten- und Kleinkinderbetreuungskomplex für 2200 Kinder, neben einer städtischen Markthalle, Wohnungen für technische Angestellte u. a. Zum 43. Jubiläum der Erhebung Dalas zur Kleinstadt weihte die Provinzgouverneurin Cândida Narciso am 16. August 2011 bereits einige Bauten ein, darunter ein Schulgebäude mit 14 Klassenzimmern, ein Komplex mit Lehrerwohnungen, die städtische Markthalle und drei Doppelhäuser für technische Angestellte. Die Gouverneurin erkannte die Unzulänglichkeit der eröffneten und der geplanten Bauten angesichts der ungelösten Probleme im Kreis an und verwies auf weitergehende Planungen in der nahen Zukunft.
Im Verlauf des Jahres 2013 nahm die Provinzregierung 12 neue Schulräume im Kreis Dala in Betrieb. Sie bevorzugte dabei weiter die Errichtung von Schulräumen außerhalb Dalas, um jene Schüler vorrangig zu versorgen, deren Schulweg bisher unzumutbar lang bis zur Kreisstadt war. Die Lage der Bildung im Kreis bleibt weiterhin angespannt. So wurden in der Kreisstadt Dala Anfang 2014 1677 Grundschüler von 46 Lehrkräften in nur vier Schulklassen unterrichtet. Die Kreisverwaltung beklagt einen Mangel an Schulräumen, an Lehrern und an Wohnungen für die Lehrer, so dass ein Teil des Unterrichts in Kirchen und anderen ungeeigneten Orten abgehalten werden muss.